# Guantunbu
Guantunbu (kinesiska: 官屯堡, 官屯堡乡) är en socken i Kina. Den ligger i den autonoma regionen Inre Mongoliet, i den norra delen av landet, omkring 160 kilometer öster om regionhuvudstaden Hohhot. Antalet invånare är 15807. Befolkningen består av 7 458 kvinnor och 8 349 män. Barn under 15 år utgör 13,0 %, vuxna 15-64 år 73 %, och äldre över 65 år 13,0 %.
Genomsnittlig årsnederbörd är 593 millimeter. Den regnigaste månaden är juli, med i genomsnitt 167 mm nederbörd, och den torraste är januari, med 3 mm nederbörd.